# آلتنکیرشن
آلتن‌کیرشن (Altenkirchen) شهری است در ایالت راینلاند-فالتز آلمان.